# Leichtathletik-Europameisterschaften 1990/100 m der Männer

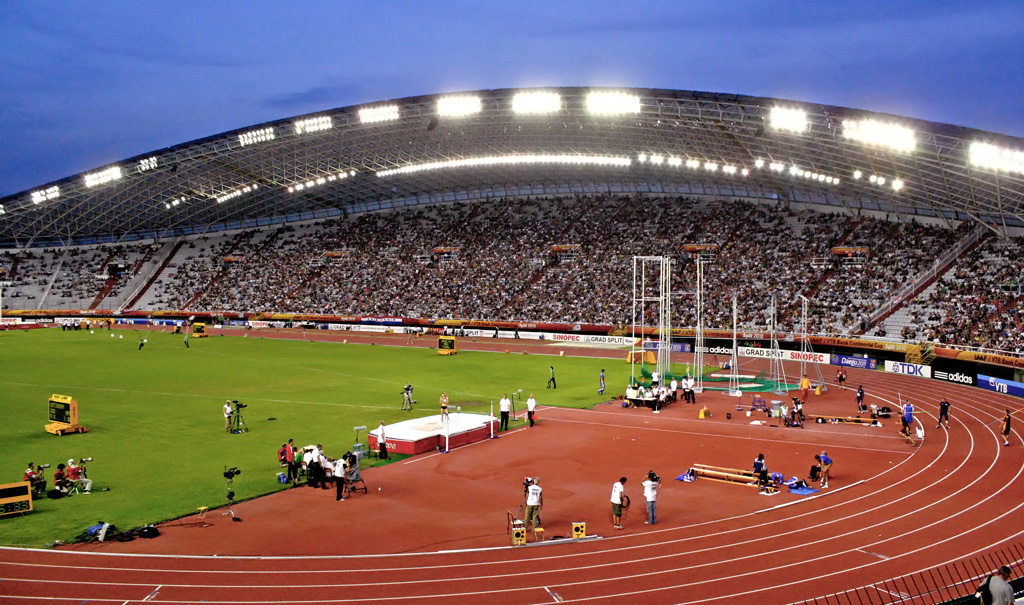
Das Stadion Poljud von Split im Jahr 2010

Der 100-Meter-Lauf der Männer bei den Leichtathletik-Europameisterschaften 1990 wurde am 27. und 28. August 1990 im Stadion Poljud in Split ausgetragen.
In diesem Wettbewerb errangen die britischen Sprinter mit Gold und Bronze zwei Medaillen. Europameister wurde der Titelverteidiger und WM-Dritte von 1987 Linford Christie, der 1988 trotz eines positiven Pseudoephedrin-Befundes Olympiasilber erhalten hatte. Er gewann vor dem Franzosen Daniel Sangouma. Bronze ging an den WM-Dritten von 1987 über 200 Meter John Regis.

## Rekorde

### Bestehende Rekorde
| Weltrekord           | 9,92 s  | Carl Lewis       | Olympische Spiele Seoul, Südkorea | 24. September 1988 |
| Europarekord         | 9,97 s  | Linford Christie | Olympische Spiele Seoul, Südkorea | 24. September 1988 |
| Meisterschaftsrekord | 10,15 s | Linford Christie | EM Stuttgart, BR Deutschland      | 27. August 1986    |

### Rekordverbesserung
Der britische Europameister Linford Christie verbesserte seinen eigenen EM-Rekord im ersten Halbfinale am 28. August um sechs Hundertstelsekunden auf 10,09 s. Seine im Finale erzielte Siegerzeit von 10,00 s war wegen eines um 0,2 m/s zu starken Rückenwindes nicht bestenlistenreif. Zu seinem eigenen Europarekord fehlten ihm zwölf Hundertstelsekunden, zum Weltrekord siebzehn Hundertstelsekunden.

## Legende
Kurze Übersicht zur Bedeutung der Symbolik – so üblicherweise auch in sonstigen Veröffentlichungen verwendet:
| CR  | Championshiprekord                                           |
| w   | Rückenwindunterstützung über dem erlaubten Limit von 2,0 m/s |
| DNS | nicht am Start (did not start)                               |

## Vorrunde
27. August 1990
Die Vorrunde wurde in vier Läufen durchgeführt. Die ersten beiden Athleten pro Lauf – hellblau unterlegt – sowie die darüber hinaus acht zeitschnellsten Läufer – hellgrün unterlegt – qualifizierten sich für das Halbfinale.

### Vorlauf 1
Wind: −1,2 m/s
| Platz | Name             | Nation         | Zeit (s) |
| ----- | ---------------- | -------------- | -------- |
| 1     | Daniel Sangouma  | Frankreich     | 10,21    |
| 2     | John Regis       | Großbritannien | 10,39    |
| 3     | Enrique Talavera | Spanien        | 10,48    |
| 4     | Patrick Stevens  | Belgien        | 10,48    |
| 5     | Ezio Madonia     | Italien        | 10,52    |
| 6     | Stefan Burkart   | Schweiz        | 10,53    |
| 7     | Luís Barroso     | Portugal       | 10,61    |

### Vorlauf 2
Wind: ±0,0 m/s
| Platz | Name               | Nation         | Zeit (s) |
| ----- | ------------------ | -------------- | -------- |
| 1     | Max Morinière      | Frankreich     | 10,19    |
| 2     | Wladimir Krylow    | Sowjetunion    | 10,27    |
| 3     | Linford Christie   | Großbritannien | 10,29    |
| 4     | Steffen Görmer     | DDR            | 10,45    |
| 5     | Florencio Gascón   | Spanien        | 10,56    |
| 6     | Peter Klein        | BR Deutschland | 10,57    |
| 7     | Cengiz Kavaklıoğlu | Türkei         | 10,63    |
| 8     | Pedro Curvelo      | Portugal       | 10,67    |

### Vorlauf 3
Wind: −0,9 m/s
| Platz | Name                 | Nation      | Zeit (s) |
| ----- | -------------------- | ----------- | -------- |
| 1     | Bruno Marie-Rose     | Frankreich  | 10,17    |
| 2     | Pawel Galkin         | Sowjetunion | 10,46    |
| 3     | Pierfrancesco Pavoni | Italien     | 10,57    |
| 4     | Geir Moen            | Norwegen    | 10,64    |
| 5     | Pedro Agostinho      | Portugal    | 10,65    |
| 6     | Pál Rezák            | Ungarn      | 10,74    |
| 7     | Csaba Zajovics       | Ungarn      | 10,74    |
| 8     | Dominique Canti      | San Marino  | 111,20   |

### Vorlauf 4
Wind: +1,1 m/s
| Platz | Name               | Nation         | Zeit (s) |
| ----- | ------------------ | -------------- | -------- |
| 1     | Darren Braithwaite | Großbritannien | 10,32    |
| 2     | Stefano Tilli      | Italien        | 10,39    |
| 3     | Attila Kovács      | Ungarn         | 10,46    |
| 4     | Luis Rodríguez     | Spanien        | 10,49    |
| 5     | Innokenti Scharow  | Sowjetunion    | 10,52    |
| 6     | Aham Okeke         | Norwegen       | 10,61    |
| 7     | Yiannios Zisimides | Zypern         | 10,62    |
| 8     | Turo Meriläinen    | Finnland       | 10,73    |

## Halbfinale
28. August 1990
In den beiden Halbfinalläufen qualifizierten sich die jeweils ersten vier Athleten – hellblau unterlegt – für das Finale.

### Lauf 1
Wind: +0,3 m/s
| Platz | Name             | Nation         | Zeit (s) |
| ----- | ---------------- | -------------- | -------- |
| 1     | Linford Christie | Großbritannien | 10,09 CR |
| 2     | Bruno Marie-Rose | Frankreich     | 10,19    |
| 3     | Max Morinière    | Frankreich     | 10,20    |
| 4     | John Regis       | Großbritannien | 10,20    |
| 5     | Enrique Talavera | Spanien        | 10,42    |
| 6     | Patrick Stevens  | Belgien        | 10,53    |
| 7     | Ezio Madonia     | Italien        | 10,60    |
| DNS   | Pawel Galkin     | Sowjetunion    |          |

### Lauf 2
Wind: −0,2 m/s
| Platz | Name               | Nation         | Zeit (s) |
| ----- | ------------------ | -------------- | -------- |
| 1     | Daniel Sangouma    | Frankreich     | 10,21    |
| 2     | Darren Braithwaite | Großbritannien | 10,30    |
| 3     | Wladimir Krylow    | Sowjetunion    | 10,31    |
| 4     | Steffen Görmer     | DDR            | 10,40    |
| 5     | Stefano Tilli      | Italien        | 10,40    |
| 6     | Innokenti Scharow  | Sowjetunion    | 10,53    |
| 7     | Attila Kovács      | Ungarn         | 10,54    |
| 8     | Luis Rodríguez     | Spanien        | 10,56    |

## Finale

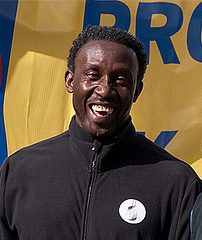
Der WM-Dritte von 1987 und Olympiazweite von 1988 Linford Christie verteidigte seinen EM-Titel erfolgreich – 1992 wurde er Olympiasieger und 1993 Weltmeister
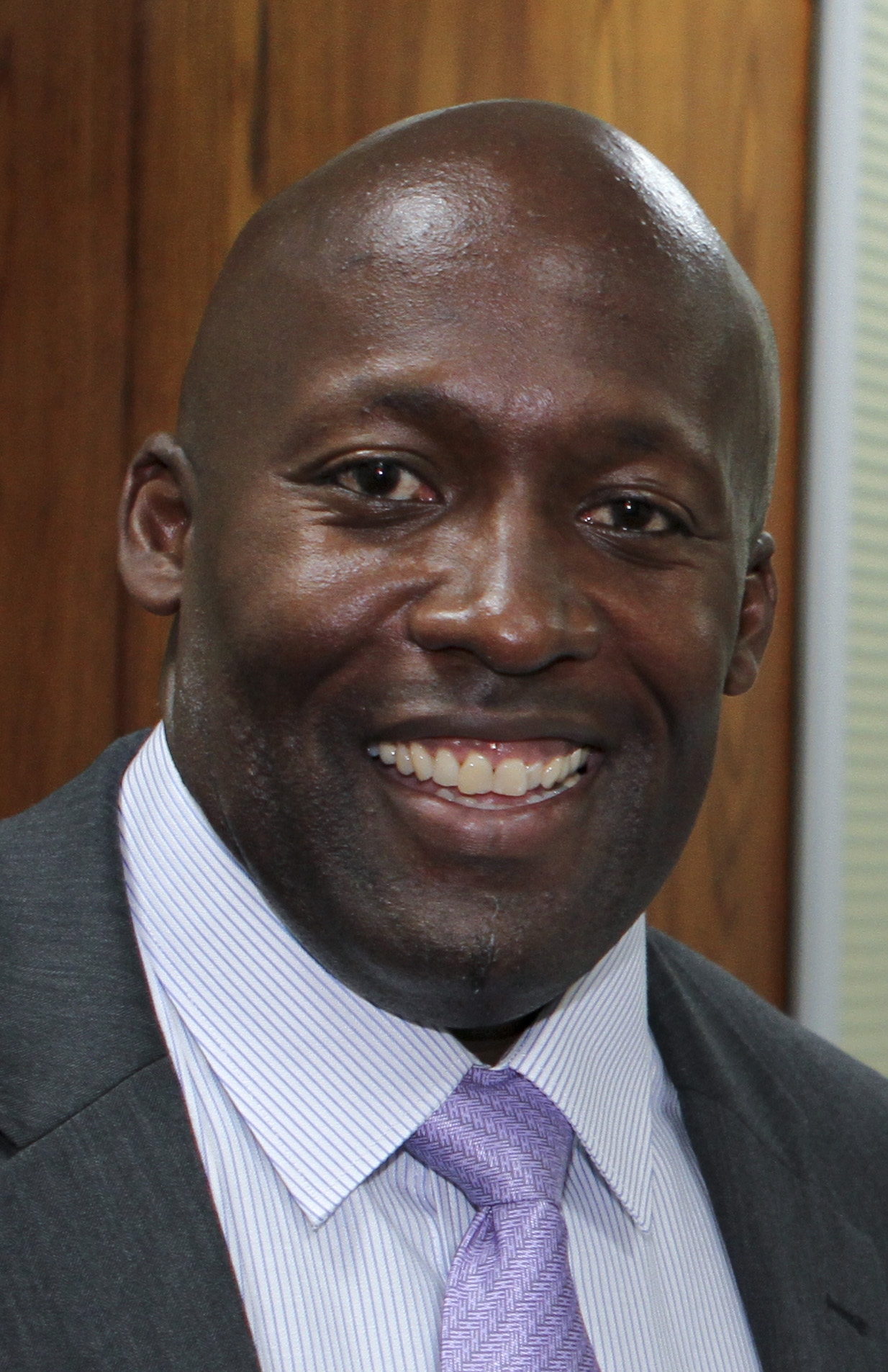
Der WM-Dritte von 1987 über 200 Meter John Regis gewann die Bronzemedaille

28. August 1990
Wind: +2,2 m/s
Wegen des um 0,2 m/s zu starken Rückenwindes waren die im Finale erzielten Zeiten nicht bestenlistenreif.
| Platz | Name               | Nation         | Zeit (s) |
| ----- | ------------------ | -------------- | -------- |
| 1     | Linford Christie   | Großbritannien | 10,00    |
| 2     | Daniel Sangouma    | Frankreich     | 10,04    |
| 3     | John Regis         | Großbritannien | 10,07    |
| 4     | Bruno Marie-Rose   | Frankreich     | 10,10    |
| 5     | Max Morinière      | Frankreich     | 10,15    |
| 6     | Darren Braithwaite | Großbritannien | 10,27    |
| 7     | Wladimir Krylow    | Sowjetunion    | 10,30    |
| 8     | Steffen Görmer     | DDR            | 10,42    |

## Videolink
- Men's 100m Final European Champs in Split 1990, www.youtube.com, abgerufen am 21. Dezember 2022
- 1990 European Athletics Championships Men's 100m final, www.youtube.com, abgerufen am 21. Dezember 2022